# 風信帖

『風信帖』（1通目） 空海筆

風信帖（ふうしんじょう）は、空海が最澄に宛てた尺牘（せきとく）3通の総称である。国宝に指定されており、指定名称は弘法大師筆尺牘三通（風信帖）（こうぼうだいしひつ せきとく さんつう）。

## 概要
『風信帖』は、『灌頂歴名』と並び称せられる空海の書の最高傑作であり、『風信帖』（1通目）、『忽披帖』（2通目）、『忽恵帖』（3通目）の3通を1巻にまとめたもので、その1通目の書き出しの句に因んでこの名がある。大きさは、28.8cm×157.9cm。東寺蔵。
もとは5通あったが、1通は盗まれ、1通は関白豊臣秀次の所望により、天正20年（1592年）4月9日に献上したことが巻末の奥書に記されている。
『風信帖』のスケールの大きさは日本の名筆中第一といえよう。また、日本天台宗の開祖伝教大師最澄と真言宗の開祖弘法大師空海という平安仏教界の双璧をなす両雄の交流を示す資料としてもこの3通の存在は貴重である。

## 風信帖
3通とも日付はあるが年紀はなく、弘仁元年（810年）から3年（812年）まで諸説ある。1通目の宛名は「東嶺金蘭」、3通目は「止観座主」とあり、ともに空海が最澄の消息に答えた書状であることがわかる。2通目には宛名がなく、最澄、もしくは藤原冬嗣の両説ある。
2通目の『忽披帖』は紙がやや異なるが他の2通は同じで、書体は3通とも行草体である。しかし、幾分筆致を異にし、ことに2通目は行書、3通目は草書が多い。2通目の文中に「因還信」、3通目に「因還人」とある所からみて、それぞれ率意の書であるとも思われる。
風信帖の評価
鈴木翠軒は『風信帖』について次のように記している。

古来、『風信帖』は空海の書として最上位に推され、代表作といわれているが、『灌頂記』の方が実際は上位であろう。3通のうち最初の1通は、さすがの空海も偉大なる先輩最澄に宛てただけに、かたくなったためか、空海のものとしてはやや萎縮している。（中略）第2通目は異色の風があって第1通より上位にあると思う。第3通目の草書風のものは最も傑出している。空海は行草の名人であるが、この最後のところの草書はそのうちでの尤なるものであろう。

### 風信帖（1通目）
1通目の狭義の『風信帖』である。書風は王羲之の書法に則した謹厳なもので、それは「風」や「恵」その他が『蘭亭序』と酷似していることでも立証できる。特に「恵」の最後の点を右側に大きく離し、収筆を上方にはね上げる運筆は王羲之の書法の特徴の一つで、この収筆のはね上げにより、運筆のスピード感と切れ味を字形全体の印象として感じさせる効果をもたらす。王羲之書法に傾倒する人の筆跡にはこの運筆が見られ、米芾の『蜀素帖』の中の「穂」や「盡」にも認められる。

『風信帖』

文面は、冒頭の挨拶、『摩訶止観』のお礼、比叡山には行けない旨を告げたあとに、「あなた（最澄）と堅慧（推定）と私の3人が集まって、仏教の根本問題を語り合い仏教活動を盛んにして仏恩に報いたい。どうか労をいとわず、この院（乙訓寺と推定）まで降りて来て下さい。ぜひぜひお願いする。」という趣旨の内容である。

### 忽披帖
2通目の『忽披帖』（こつひじょう）は、「忽披枉書」の句で始まるのでこの名がある。書風は一転して覇気に満ちた力強い書きぶりで、精気があり、また情緒もある。

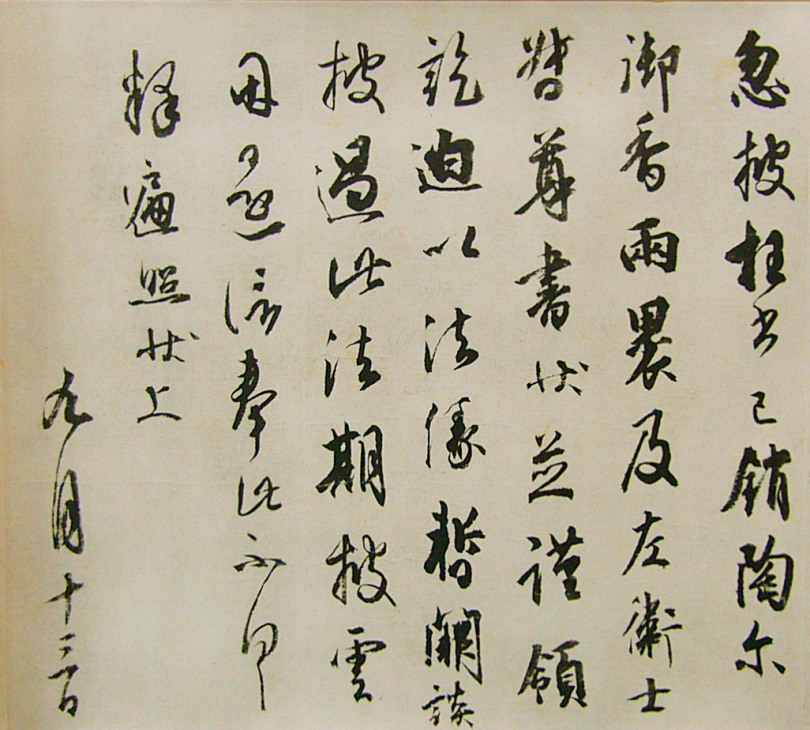
『忽披帖』

文面は、御香と左衛士の督の手紙を受け取った旨を告げたあとに、「このところ法要が迫っており、お手紙を拝見したり、使いの方とも話をする時間がない。法要が済んだら早速に拝見する。使者の方にこの手紙を託す。」という趣旨の内容である。

### 忽恵帖
3通目の『忽恵帖』（こつけいじょう）は、「忽恵書礼」の句で始まるのでこの名がある。書風は流麗な草体で内熟した境地を示している。

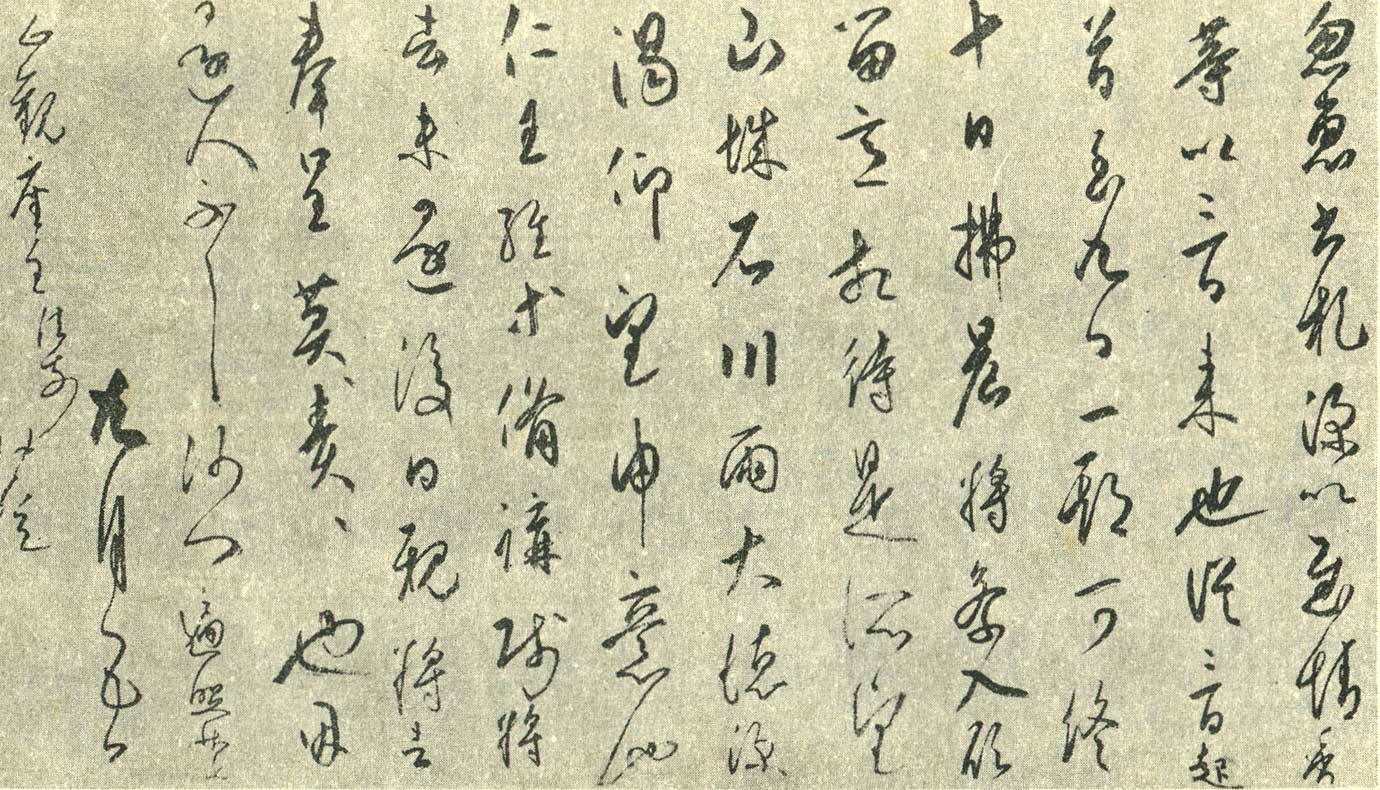
『忽恵帖』

文面は、「別便に托した御香その他の贈物は3日に落手した（または、香らは3日にこちらに参った）。3日からはじめた法要は9日に終わるので、10日早朝にお伺いしたい。どうか心に留めてお待ち下さい。山城と石川の両高僧は深くあなたを仰ぎ慕い、お会いしてお話ししたいと望んでいる。『仁王経』などの借用を申し出られたが、備講師が持っていっているので、後日必ずお貸ししたい。」という趣旨の内容である。

## 空海と最澄

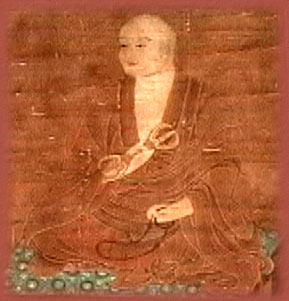
空海

### 空海
中国では五筆和尚、日本では入木道の祖と仰がれ、その書流は大師流、また嵯峨天皇・橘逸勢とともに平安時代初期の第一の能書家として三筆と称された。まさに日本の王羲之ともいうべき不世出の能書家である。
書は在唐中、韓方明に学んだが、唐の地ですでに能書家として知られ、殊に王羲之の書風の影響を多く受けた。また顔真卿、徐浩の書を習ったといわれるが、その当時の中国の素晴らしいものを迅速に消化して、これをさらに日本的な姿に発展させている。入唐前の24歳の著述『聾瞽指帰』は王羲之風ながら、帰国後の『灌頂歴名』、『風信帖』などは顔真卿の書風も看取される。
篆書、隷書、楷書、行書、草書、飛白のどんな体にしてもそれぞれ他に類のない逸品を残し、『風信帖』はその完成された書風の一頂点を示すものとして名高い。

#### 弘法筆を択ばず
「弘法筆を択ばず」という俗言があるが、これは、「どんな筆でも立派に書き得るだけの力量がある」という意で、学書の時、どんな悪い筆を使ってもよいという意ではない。事実、空海の真跡を見れば良筆を使っていたことは明らかであり、在唐中、製筆法も学んでいる。

##### 狸毛筆奉献表
空海は帰国後、筆匠・坂名井清川に唐の技法を教えて、楷・行・草・写経用の狸毛筆（りもうひつ）4本を作らせ、これを弘仁3年（812年）6月7日、嵯峨天皇に献上した。その際、空海が書いたと伝えられる上表文が『狸毛筆奉献表』（りもうひつほうけんひょう）であり、唐製に劣らぬ出来ばえであると記している。この献筆表は醍醐寺に国宝として現存する。原文は以下のとおり。
『性霊集』巻4には献筆表を2つ含んでおり、この『狸毛筆奉献表』と、もう一つは同年7月、皇太弟（後の淳和天皇）に献じたときの『春宮に筆を献ずる啓』である。この中で空海は、「彫刻に利刀が必要なように、書には筆が第一に大切で、書体の違い、字形の大小ごとに筆を変える用意が肝要である。」と自らの意見を披瀝している。
『風信帖』の3通目（『忽恵帖』）の書線の際（きわ）に筆の脇毛がたくさんあるが、このことから空海が用いた筆は禿筆であることがわかる。その禿筆を巧みに操りながら、筆の性質状態を活かしきる力量、これこそが、「弘法筆を択ばず」の本意である。

#### 五筆和尚
在唐中、皇帝から唐朝の宮中の王羲之の壁書の書き直しを命じられた空海は、左右の手足と口とに筆を持って、5行を同時に書いて人々を驚かせ、五筆和尚の名を賜った逸話が残されている。この五筆和尚の図が『弘法大師伝絵巻』（白鶴美術館蔵）に見られる。しかし、これはあくまでも後人が作った伝説であり、五筆とは、楷・行・草・隷・篆の5つの書体すべてをよくしたことによると考えられる。

#### 飛白体
書体の一つである飛白（ひはく）体とは、刷毛筆を用いた書法で、かすれが多く、装飾的である。飛白の「飛」は筆勢の飛動を、「白」は点画のかすれを意味し、後漢の蔡邕が、人が刷毛で字を書いているのを見て考え出したという。飛白は宮城（きゅうじょう）の門の題署や碑碣の額に多く用いられ、飛白篆（篆書）・飛白草（草書）・散隷（八分）の飛白体がある。
最も古い飛白体は太宗の『晋祠銘』の碑額（「貞観廿年正月廿六日」の9文字）で、他に武則天の『昇仙太子碑』の碑額（「昇仙太子之碑」の6文字）などがある。空海の筆跡としては『七祖像賛』が残っているが、その飛白文字は天女の衣が大空に翻るようで美しい。日本では空海の後、この書法は中絶したが、江戸時代初期ごろ、松花堂昭乗や石川丈山らが盛んに書いた。
飛白は古くは飛帛といったが、飛帛とは中国の雑技として現在でも行われているもので、新体操のリボン競技に近く、飛白体のイメージに一致する。

### 入唐
延暦23年（804年）5月12日、難波の港を藤原葛野麻呂を遣唐大使とする4船団よりなる遣唐使船が出帆した。第1船の大使の船には、空海、橘逸勢ら一行が、第2船の遣唐副使・菅原清公の船には、最澄、義真ら一行が乗りこんだ。このとき最澄はすでに平安仏教界を代表する仏者で、短期視察を目的とする還学生（げんがくしょう）であった。空海は高位の役人になることすらできない下層の出自で、遣唐使に選出される直前まで優婆塞であったが、渡航に当たって急遽、東大寺戒壇院で具足戒を受けて正式な僧侶となり、20年の長期留学を目的とする留学生（るがくしょう）に任命された。このとき、最澄は38歳、空海は7つ年下の31歳であった。この入唐まで2人は一面識もなく、また入唐後も全く目的地を異にして行動している。
無名の名文家
空海の乗った船は博多から長崎の平戸へ渡り東シナ海に出る安全なコースに設定されていたが、いったん天候が悪くなるとその影響を強く被る航路でもあった。船は嵐のなか南へ流されて、漂着したのは福州長渓県赤岸鎮（現在の福建省霞浦県赤岸村）であり、暦は8月10日になっていた。事情を説明するため大使の葛野麻呂は福州の長官に嘆願書を出したが、『御遺告』によれば、大使の文章は悪文で、かえってますます密輸業者などに疑われてしまったようである。唐では文章によって相手がいかなる人物であるかを量る習慣があった。困り果てた大使は空海という無名の留学僧が名文家であることを教えられ、空海に代筆させたところ、その名文、名筆に驚いた福州の長官は即座に遣唐使船の遭難を長安に知らせたという。このときの空海の文章は『性霊集』に遺っているが、司馬遼太郎は『空海の風景』の中で、「この文章は、空海という類を絶した名文家の一代の文章のなかでも、とくにすぐれている。六朝以来の装飾の過剰な文体でありながら、論理の骨格があざやかで説得力に富む。それだけでなく、読む者の情感に訴える修辞は装飾というより肉声の音楽化のように思える。」と記している。

### 帰国
最澄は任を終えて、葛野麻呂の遣唐使船で翌延暦24年（805年）6月5日、対馬に帰着した。空海は遣唐副使・高階遠成（たかしなのとおなり）の遣唐使船で、大同元年（806年）10月ごろ帰国し、大宰府に留まった。そして、唐より持ち帰った膨大な経典論書・書跡などのリストである『請来目録』を上奏文に添えて高階遠成に託した。
20年の留学予定が僅か2年にして帰国した規則違反の空海に対して、朝廷は大同4年（809年）まで入京を許可しなかった。空海が帰国した理由は、当時の大唐帝国はすでに末期状態にあり、安禄山の乱が起こるなど国情が不安定で、留学生たちの待遇も不十分であったこと、また、空海に「胎蔵」と「金剛」という名の2つの秘教を授けた高僧・恵果の遺言（「早く郷国に帰りて以て国家に奉り、天下に流布して蒼生の福を増せ」）に従ったことなどが考えられる。なお、このときに橘逸勢も帰国している。長安での空海は恵果に仏教を学び修行に励んだが、師からの信頼が極めてあつく、弟子1000人がいる中で恵果は空海に秘法のすべてを伝授し、その4ヶ月後に他界した。

### 高雄山寺入住
大同4年（809年）8月24日付の書状で、最澄は空海に『大日経略摂念誦随行法』の借覧を申し出ている。2人はこれ以前から交友があり、密典の貸借が行われていた。最澄はこのような空海からの借用の恩恵に報いるため、空海を和気真綱に紹介して高雄山寺の入住を斡旋した。このような経過で入京し高雄山寺（または乙訓寺）にいた空海が、比叡山寺（延暦寺）の最澄に宛てた書状が『風信帖』である。現在、『風信帖』が東寺に所蔵されている理由は、比叡山寺から東寺に寄進されたことによる。

### 風信帖と久隔帖

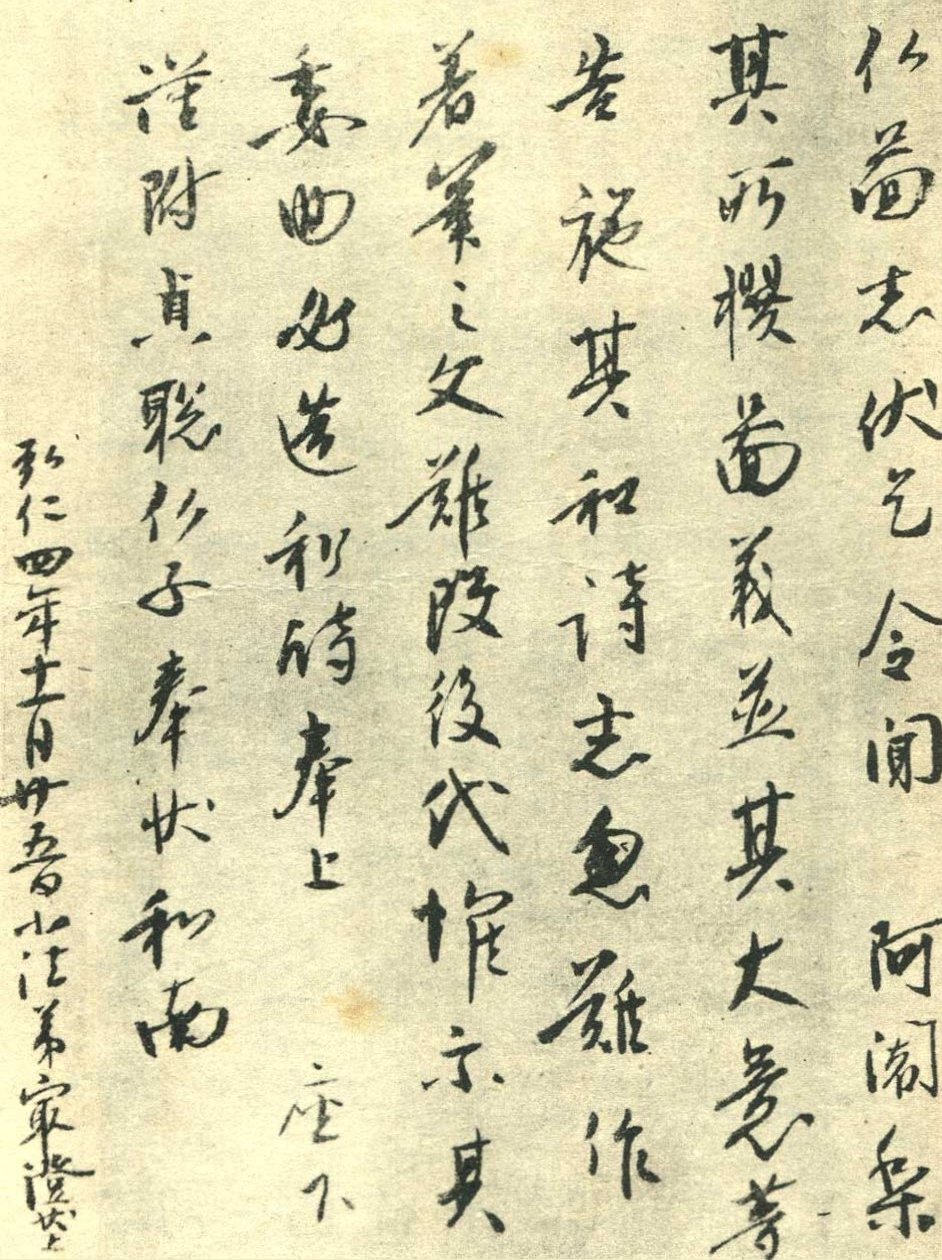
『久隔帖』（部分） 最澄筆

弘仁2年（811年）7月中旬、最澄は比叡山の経蔵を整理しているが、これを補充する意図もあって、これ以降、空海からの密典借用が頻繁に行われるようになる。40通に及ぶ「最澄消息」の大半は空海から密典を借用するための願い出、もしくは依頼の書状である。『忽恵帖』（3通目）は、この年（推定）9月5日付の空海の返書だが、その内容から最澄が『仁王経』などの借用を願い出ていることがわかる。
翌弘仁3年（812年、推定）、最澄は空海に『摩訶止観』を贈り、また比叡山に登るように誘った書状を送ったようである。この返書が『風信帖』（1通目）で、『摩訶止観』の恵贈されたことに対する鄭重な返礼であり、比叡山には都合が悪くてお伺い出来ないという内容になっている。
弘仁4年（813年）秋、空海は40歳の中寿を迎えたとき作った『中寿感興詩』を最澄などの知友に贈った。そこで最澄は、同年11月25日、その返礼として和韻の詩を作る旨の書状を送っているが、これが『久隔帖』である。

#### 両雄の個性
『風信帖』と『久隔帖』は、空海と最澄のあまりに有名な書状である。書状ゆえ、本来は『風信状』・『久隔状』であるのを、「帖」をつけて呼んできたのは、法帖、あるいは書の手本とされてきたことを意味する。書風はどちらも王羲之風で、文体は四六駢儷体ということで両帖は共通する。署名、宛名書きの方式、脇付等の作法もまた同様である。
しかし優れた書き手の両雄は個性の差異を発揮している。『風信帖』は、「風信雲書、自天翔臨」（風の如きお便り、雲の如き御筆跡が天から私の所へ翔臨してまいりました）、『久隔帖』は、「久隔清音、馳恋無極」（久しくごぶさたしていますが、深く貴台を懐かしく思っております）に始まる四六駢儷体の4文字を重ねたものだが、すでにこの8文字の修辞に両雄の差異は明らかで、空海の文辞は大胆で極めて詩的な麗句であり、最澄のは生真面目で地味、謙抑そのものである。筆法に関しても、空海は文字の大小、線の肥痩、墨つぎ、運筆の緩急も変幻自在の筆跡であり、最澄のは、あくまで几帳面、筆速も均質、神経の行き届いた慎重な筆跡である。この両雄の書を中国の書論風に品第して、「空海の書は最澄より工夫においてすぐれ、天然は最澄に及ばない。」と表現された（中国の書論#天然と工夫を参照）。

### 訣別
最澄、空海の両雄は、弘仁7年（816年）には訣別することになるが、これは、天台法華一乗と真言一乗の優劣をめぐる思想的差異によるものであった。『風信帖』と『久隔帖』は両雄が近接して最も意気投合したころの得難い真筆である。